# Elizabeth Throckmorton

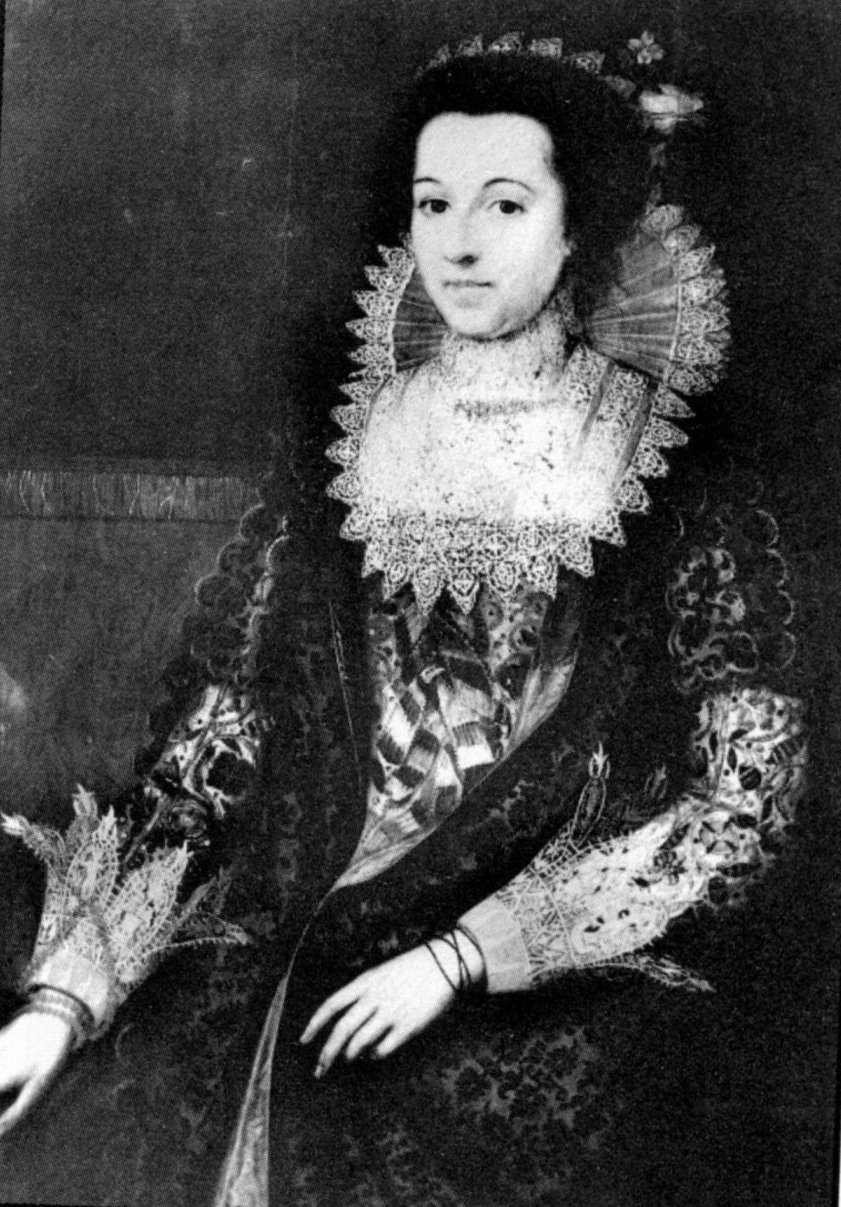
Elizabeth Throckmorton (1565–1647)

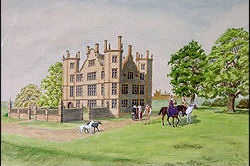
Sherborne Lodge, Dorset (17. Jahrhundert)

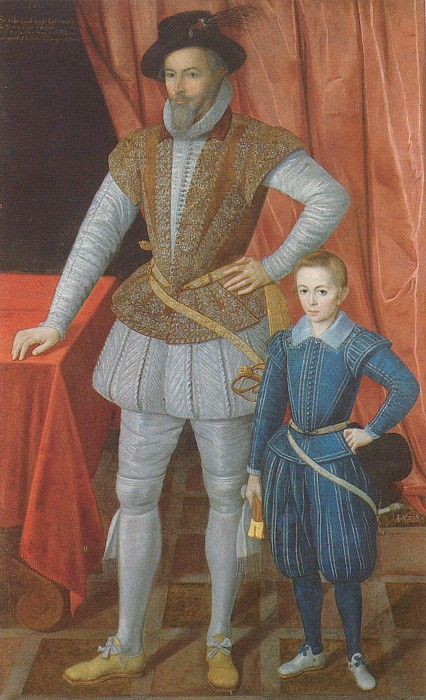
Sir Walter Raleigh mit Sohn Walter

Elizabeth, Lady Raleigh (geborene Throckmorton, * 16. April 1565; † 1647), Tochter von Sir Nicholas Throckmorton, war die Lieblingshofdame von Elisabeth I., Königin von England, und die Ehefrau von Sir Walter Raleigh.

## Leben
Elizabeth Throckmorton war die Tochter von Sir Nicholas Throckmorton (1515–1571) und Anne Carew († 1587). Sie lebte mit ihrer Mutter, bis sie als Trauzeugin an den königlichen Hof kam. Sie wurde im Hampton Court Palace am 8. November 1584 vereidigt. Schnell stieg sie zur bevorzugten „Lady-in-Waiting“, zur Hofdame, auf.
Im Juni 1591 heiratete sie heimlich Sir Walter Raleigh (1552–1618). Elizabeth brachte einen Sohn zur Welt, der nach einem halben Jahr verstarb. Die Ehe konnte nicht geheim gehalten werden, und da das Paar gewagt hatte, sich ohne Erlaubnis der Königin zu verheiraten, wurden die Eheleute auf Befehl Elizabeths I. in den Tower von London verbracht. Throckmorton wurde nach mehreren Monaten, am 22. Dezember 1592, aus dem Tower entlassen, kehrte aber nicht mehr an den Hof zurück. Ihr Gatte folgte ihr kurz darauf in die Freiheit.
Elizabeth, die auch Bess genannt wurde, lebte mit ihrer Familie, zu der ihre Söhne Walter (1593–1617/18) und Carew (Februar 1605–1666) gehörten, im Sherborne Lodge, heute Sherborne Castle, in der Grafschaft Dorset. Als Carew geboren wurde, war Walter Raleigh wegen Verrats verurteilt worden und wurde im Tower inhaftiert; erst 1616 wurde er wieder freigelassen. 1608 gab König James Elizabeth Raleigh auf ihr Drängen 8000 £ in Bargeld und eine Jahresrente von 400 £ für Sherborne. 1613 mussten sie aus der Lodge ausziehen, da ihr Zuhause enteignet und dem Diplomaten Sir John Digby geschenkt wurde.
1616 kam Raleigh aus der Haft frei, um eine Entdeckungsreise nach Guayana zu führen. Da diese ein Misserfolg war, wurde er in den Tower zurückgebracht und unter dem ursprünglichen Verratsverdacht hingerichtet. Wie man sagt, ließ Elizabeth Throckmorton seinen Kopf einbalsamieren und bewahrte ihn bis zu ihrem Tod in einer roten Ledertasche auf.

## Rezeption
In dem US-amerikanischen Historienfilm The Virgin Queen (dt.: Die jungfräuliche Königin, auch: Der Rebell Ihrer Majestät) aus dem Jahr 1955, Regie: Henry Koster, wird die Geschichte von Raleigh (dargestellt von Richard Todd), seiner jungen Geliebten und späteren Braut Elizabeth, gespielt von Joan Collins, und der Königin (Bette Davis) als Dreiecksbeziehung aufgefasst.
Auf dieselbe Weise werden die 3 Personen (gespielt von Abbie Cornish (Bess), Clive Owen (Raleigh) u. Cate Blanchett (Queen)) in Shekhar Kapurs Film Elizabeth – Das goldene Königreich von 2007 dargestellt.
Auch in der Simpsons Episode "Vier Frauen und eine Maniküre" wird in einer freien Darstellung das Kennenlernen und die Hochzeit behandelt.